# Håverud
58°49′24″N 12°24′50″Ø / 58.82333°N 12.41389°Ø
Håverud er en landsby i Melleruds kommun i Västra Götalands län i landskapet Dalsland i Sverige. Håverud har omkring 150 indbyggere (31. december 2005).
Håverud ligger ved Dalslands kanal og kanalen passerer her i en berømt akvædukt. 
Akvædukten i Håverud blev færdigbygget i 1868 og er en kombination af en vejbro, jernbanebro og en akvædukt. 
Der er tre rederier der har passagertrafik som passerer Håverud. Dette er M/S «Dalslandia», M/S «Storholmen» og M/S «Dalsland».
Byen fik eget postkontor 11. april 1918, først med staveformen Håfverud. Postkontoret blev nedlagt i 1971 og Mellerud 2 i Åsensbruk er nu nærmeste poststed.

## Eksterne kilder og henvisninger
- Dalslands kanal
- Industrihistoria.se m fl
- M/S Storholmen
- M/S Omega
- Håverud – Upperud